# 塞德羅斯 (弗朗西斯科-莫拉桑省)
塞德羅斯是洪都拉斯的城市，位於該國中部，由弗朗西斯科-莫拉桑省負責管轄，距離首都特古西加爾巴77公里，面積750平方公里，海拔高度1,034米，2001年人口17,780。
14°36′0″N 87°7′0″W / 14.60000°N 87.11667°W